# 法斯塔夫 (威尔第)
《法斯塔夫》（義大利語：Falstaff，義大利語發音：[ˈfalstaf]）是意大利作曲家朱塞佩·威尔第（1813 - 1901）创作的三部曲中的一个歌剧。剧本由阿里格·博伊托改编自莎士比亚的《溫莎的風流婦人》，场景则来自于《Henry IV》。1893年2月9日，该剧在意大利米兰斯卡拉大劇院首映。